# Белградская астрономическая обсерватория
Белградская астрономическая обсерватория (АОБ, серб. Астрономска опсерваторија у Београду), также известна как Астрономическая обсерватория Звездара (Astronomical Observatory Zvezdara, что означает «занимающиеся звёздами») — астрономическая обсерватория, основанная совместно с метеорологической обсерваторией в Белграде, Сербия 7 апреля 1887 года по инициативе Милана Недельковича — является старейшим научным институтом Сербии. В 1918 году, когда Белград был освобожден от Австро-Венгерской оккупации, то все инструменты обсерватории были украдены или разрушены. Директор обсерватории Неделькович сумел вернуть некоторые инструменты по репарации, но в 1945 году фашисты снова некоторые из них вывезли. 30 января 1924 года произошло разделение астрономической и метеорологической обсерватории Белградского университета. В 1935 году организованы службы времени и долготы. С июля 1941 года на обсерватории были расквартированы немецкие военные. До 1 июля 1948 года обсерватория входила в состав Белградского Университета, а после и до 18 декабря 1950 года она подчинялась Сербской академии наук. С 18 декабря 1950 года до 27 марта 1954 года обсерватория входила в состав Комитета научных учреждений, университетов и школ высшего образования Сербии. С 27 марта 1957 года обсерватория стала независимым учреждением с финансированием в Исполнительном совете Сербии. С 9 августа 1985 года обсерватория получила статус автономного научно-исследовательского института с Исполнительным советом Ассамблеи Сербии как её основатель, его название изменилось с Астрономической обсерватории на Институт астрономических исследований. В настоящее время[когда?] в обсерватории 41 сотрудник и 32 из них астрономы. Самым известным сотрудником обсерватории был Милутин Миланкович, возглавлявший обсерваторию в 1951 году.
Здание обсерватории является памятником культуры.

## Отделы обсерватории
В результате реорганизации в 1994 году были созданы:
- Кафедра Астрофизики
- Кафедра Динамической Астрономии
- Кафедра Астрометрии

## Наблюдательные пункты обсерватории
- с 1 мая 1871 года по 1 мая 1891 года — дом семьи Geizler (был арендован на это время)
- с 1 мая 1891 года — построено специальное здание под обсерваторию в парке Караджордже (Karadjordje Park)
- с 1932 года — в 1929 году была выделена площадка 4,5 га на высоком холме на Великом Врачаре (Veliki Vracar, 253 м) в 6 км к Ю-В от центра Белграда, впоследствии названная, вместе со всей окружающей частью Белграда, Звездара, что означает «занимающиеся звёздами».
- Новая наблюдательная площадка Белградской обсерватории построена на горе en:Vidojevica.

## Руководители обсерватории
- 7 апреля 1887 — 30 января 1924 года — Милан Неделькович (с 5 июля 1899 года и 31 октября 1900 — не работал, так как была отставка по политическим причинам)
- 5 июля 1899 года — 31 октября 1900 года — Джордж Станоевич
- 1914—1918 — во время Австро-Венгерской оккупации обсерваторией руководил Виктор Конрад, приехавший из Вены.
- 1925 год — май 1948 года — Vojislav V. Miskovic (сербс. Војислав В. Мишковић)
- май 1948 года — 26 июля 1951 года — Миланкович, Милутин
- 26 июня 1951 года — март 1954 года — Vojislav V. Miskovic (сербс. Војислав В. Мишковић)
- март 1954 года — 21 ноября 1961 года — М. Протич
- 1961—1965 — Vasilije Oskanjan
- июль 1965—1970 — en:Petar Đurković
- 1971—1975 — М. Протич
- 1975 — сентябрь 1981 — M. Mijatov
- сентябрь 1981—1989 — Miodrag Mitrovic
- 1989—1994 — Istvan Vince
- 21 ноября 1994 — Milan Dimitrijevic (сербс. Милан Димитријевић)
- с 2002 года — Зоран Кнежевич

## Инструменты обсерватории
- Большой рефрактор — Carl Zeiss 650/10550mm, экваториал;
- Солнечный спектрограф (монохроматический) Литроу, 9000 mm/100.000 разработан для работы с

- Carl Zeiss 200/3020 мм;
- экваториальные две астрокамеры Tessar и Пецваль 160/800 мм.

- Большой меридианный круг АСКАНИЯ 190/2578 мм
- Большой теодолит АСКАНИЯ 190/2578 мм
- Большой вертикальный круг АСКАНИЯ 190/2578 мм
- Астрограф Carl Zeiss 160/800 мм
- Фотовизуальные рефракторы Carl Zeiss 135/1000 мм и 125/1000 мм
- Теодолит BAMBERG 100/1000 мм
- Зенит-телескоп АСКАНИЯ 110/1287 мм
- Meade 16" f/10 LX200 GPS Schmidt-Cassegrain с ПЗС-камерой Apogee AP47p (не позднее 2006 года)

## Направления исследований
В XX веке:
- наблюдения малых планет и комет
- наблюдения двойных звёзд и определения их орбит
- звёздная фотометрия
- спектроскопия и поляриметрия (в основном эруптивных звёздах, холодных сверхгигантов и Be-звёзд)
- спектрография Солнца
- мониторинг фотосферных движений большого масштаба
- моделирование линии излучения в большом разнообразии астрофизической плазмы

Кроме этого:
- метеорология
- сейсмология
- геомагнетизм

Современные тематики работы обсерватории:
- Фотометрия астероидов
- Астрофизика звёзд и Солнца
- Астрофизическая спектроскопия
- Звёздные и галактические системы
- Межзвёздная и межгалактическая материя
- Космология и астробиология
- Динамическая астрономия и планетология
- История и философия астрономии

## Основные достижения
- обнаружены более 200 новых двойных и кратных звёзд
- открыто 43 астероида
- в 1957 — 1959 годах обсерватория успешно участвовала в Международном геофизическом годе: наблюдениями Солнца и исследованиями вращения Земли и изменениями географических координат

## Астероиды
В 1936 году P. Djurkovic открыл, работая в Уккельской обсерватории (Бельгия), малую планету, которая впоследствии была названа (1605) Миланкович. В том же году М. Протич в Белградской обсерватории открыл малую планету (1564) Сербия, которая ознаменовала собой начало длинной серии 43 открытий малых планет белградскими астрономами. Только один Потич открыл 33 новых астероида за 20 лет наблюдений (1936—1956 годы).
Вот некоторые из этих малых планет:
- 1517 Београд
- (1550) Тито
- (1554) Югославия
- 1675 Simonida
- 1724 Владимир (в честь внука Потича)
- (2244) Тесла
- 2348 Мишкович

P. Djurkovic за 1936—1941 года открыл 5 астероидов и один из них получил название (1700) Звездара

## Интересные факты
- Аналогичный Большой Цейссовский рефрактор стоит в Пулковской обсерватории, он, так же, как и Белградский, снабжен специальным подъёмным полом в подкупольном пространстве.